# 张策 (自媒体导演)
张策（1993年3月12日—），山东聊城人，中国大陆自媒体从业者。曾与朱亘合作，担任《朱一旦的枯燥生活》的导演，之后离职与妻子共同创业，继续经营“导演小策”的账号。导演小策本是张策的的个人账号，后来跟着《朱一旦的枯燥生活》更新幕后花絮与张策自己的想法，直到张策宣布离职为止。导演小策的视频发布于抖音、Bilibili等平台。

## 早年经历
张策出生在农村小生意人家庭，父母靠卖冷饮和宰羊谋生，高考升学后他在山东农业大学读兽医兽药专业，在大学本科期间是学院的足球队长，闲暇时会出于兴趣做一些带有创意视频，但是当时并没有靠自媒体创业盈利的打算，之后大学毕业就去工作了。2018年结婚后回聊城老家，陷入了“跟着岳父干工程，还是继续拍视频做导演”的思想挣扎之中。
此时在短视频领域创业的朱亘不甘心于之前的失败，物色着新编导，想要继续在短视频领域创业。看到朱亘的招聘启事的张策选择了加入。

## 与朱亘合作
2019年，张策受现实中朱亘的形象启发，创作了朱一旦这个角色，与朱亘的一些朋友和公司员工拍摄了《朱一旦的枯燥生活》，发布于抖音短视频平台，三天后粉丝数量达20多万人，后又将视频发布到Bilibili、YouTube等其他视频平台上。在走红之前，朱亘的公司曾运营名为「C座802」的视频自媒体，但当时并不出名，关注人数不多。后来走红后，《朱一旦的枯燥生活》制作团队又开设了「导演小策」、「朱一旦的酒肉朋友」等帐号。
导演小策本是张策的的个人账号，按照“导演小策”的哔哩哔哩账号ID推算，他的B站账号在发布第一条视频之前已经使用了两三年了，后来这个账号开始跟着《朱一旦的枯燥生活》更新幕后花絮与张策自己的想法，直到张策决定创业为止。
张策的创作的灵感大多来源于现实生活，他常把自己的亲身经历改编成《朱一旦的枯燥生活》的剧本。后来，观众也常常给《朱一旦的枯燥生活》创作团队提出题材方面的建议，其中包括一些热门社会事件题材，如豫章書院修身專修學校事件，张策有时也会筛选、采取观众的建议。

## 创业
2020年10月16日，张策宣布自己自10月1日起，不再担任《朱一旦的枯燥生活》的策划、导演、编剧和配音，同时从原公司离职，令许多观众遗憾。10月20日，张策在导演小策发布了《我和我的朱一旦》，否认自己与朱亘有个人冲突。张策在自己的视频中与视频评论区提及这次创业离不开妻子的在资金与精神上的支持。
自2021年2月14日起，张策陆续在Bilibili发布广场系列作品，逐渐建立起自己的“小策宇宙”。